# Батлер (округ, Пенсільванія)
Шаблон:StateAbbr_ 40°55′ пн. ш. 79°55′ зх. д. / 40.91° пн. ш. 79.91° зх. д.
Округ  Батлер (англ. Butler County) — округ (графство) у штаті  Пенсільванія, США. Ідентифікатор округу 42019.

## Історія
Округ утворений 1800 року.

## Демографія
За даними перепису 
2000 року 
загальне населення округу становило 174083 осіб, зокрема міського населення було 92707, а сільського — 81376.
Серед мешканців округу чоловіків було 85009, а жінок — 89074. В окрузі було 65862 домогосподарства, 46839 родин, які мешкали в 69868 будинках.
Середній розмір родини становив 3,04.
Віковий розподіл населення поданий у таблиці:
| Стать    | До 15 років | 15-21 | 22-29 | 30-39 | 40-49 | 50-65 | 65-85 | Понад 85 |
| -------- | ----------- | ----- | ----- | ----- | ----- | ----- | ----- | -------- |
| Чоловіки | 18326       | 8571  | 7508  | 13027 | 14348 | 13134 | 9102  | 993      |
| Жінки    | 17267       | 8344  | 7472  | 13613 | 14145 | 13507 | 12213 | 2513     |

## Суміжні округи
- Венанго — північ
- Клеріон — північний схід
- Армстронг — схід
- Вестморленд — південний схід
- Аллегені — південь
- Бівер — південний захід
- Лоуренс — захід
- Мерсер — північний захід

## Виноски
1. ↑  U.S. Decennial Census. United States Census Bureau. Архів оригіналу за 26 квітня 2015. Процитовано 5 березня 2015.
2. ↑  Historical Census Browser. University of Virginia Library. Архів оригіналу за 11 серпня 2012. Процитовано 5 березня 2015.
3. ↑  Forstall, Richard L., ред. (24 березня 1995). Population of Counties by Decennial Census: 1900 to 1990. United States Census Bureau. Архів оригіналу за 20 березня 2015. Процитовано 5 березня 2015.
4. ↑  Census 2000 PHC-T-4. Ranking Tables for Counties: 1990 and 2000 (PDF). United States Census Bureau. 2 квітня 2001. Архів оригіналу (PDF) за 18 грудня 2014. Процитовано 5 березня 2015.
5. ↑  State & County QuickFacts. United States Census Bureau. Архів оригіналу за 7 липня 2011. Процитовано 16 листопада 2013.(англ.) Наведено за англійською вікіпедією.
6. ↑  American FactFinder. Бюро перепису населення США. Архів оригіналу за 26 лютого 2012. Процитовано 31 січня 2008. [Архівовано 2008-05-21 у Wayback Machine.]

| США | Це незавершена стаття з географії США. Ви можете допомогти проєкту, виправивши або дописавши її. |